# Sanford Robinson Gifford
Sanford Robinson Gifford (Greenfield, 10 de julio de 1823-Nueva York, 28 de agosto de 1880) fue un paisajista estadounidense, de la segunda generación de la Escuela del río Hudson. Sus paisajes ponen un gran énfasis en la luz, razón por la cual a menudo es considerado miembro del luminismo americano, una rama especial surgida de aquella escuela pictórica.

## Primeros años y aprendizaje
Sanford Robinson Gifford nació en Greenfield, pero pasó la infancia en Hudson. Su primer contacto con el arte tuvo lugar en su propia casa, donde su hermano Charles poseía grabados de obras maestras de la pintura europea. Asistió a la Universidad Brown entre 1842 y 1844, pero dejó los estudios allí para estudiar arte. Estudió dibujo y perspectiva con John Rubens Smith (1775-1849), asistió a conferencias de anatomía en la facultad de medicina local, y también estudió dibujo en la Antique and Life Schools de la Academia Nacional de Dibujo. A pesar de su aprendizaje dirigido hacia el retrato, Gifford mostró un gran interés por los paisajes de Thomas Cole, que fueron determinantes para su carrera artística.

## Carrera artística
El verano del año 1846, Gifford emprendió un viaje a las montañas de Catskill y Berkshires. Hizo su primera exposición de paisajes —en 1847— en la Academia Nacional de Dibujo, de la que devino miembro en 1854. En el año 1848 la American Art-Union expuso ocho de sus obras. Entre los años 1855 y 1857, Gifford viajó por primera vez a Europa, visitando los castillos de Warwick, Kenilworth y Windsor, y otros lugares, como Stratford-upon-Avon. En Londres estudió las obras de pintores paisajistas como Constable y Turner, y visitó a John Ruskin. En Francia, fue a París, Fontainebleau y Barbizon, y estudió las obras de Jean-François Millet. Finalmente viajó a Roma, en compañía de Worthington Whittredge y de Albert Bierstadt. A su regreso a los Estados Unidos, a finales de 1857, Gifford adquirió un estudio en el Tenth Street Studio Building de Nueva York, que mantuvo hasta el final de su vida. Durante los siguientes siete años realizó numerosas excursiones, especialmente a las Montañas Blancas, que tuvieron como resultado la pintura de algunas de sus obras más renombradas, como The Wilderness (1860).
Al comienzo de la Guerra de Secesión, S.R. Gifford se alistó en el 7th New York Infantry Regiment, y regresó momentáneamente a la pintura historiada o el paisaje con figuras, con obras como Bivouac of the Seventh Regiment at Arligtong Heights, Virginia (1861) y Camp of the Seventh Regiment, near Frederick, Maryland, July 1863 (1864).
Entre junio de 1868 y otoño de 1869, Gifford se embarcó nuevamente, revisitando Italia y viajando a Grecia y a Oriente Medio. A su regreso, hizo una expedición a las Montañas Rocosas de Colorado, con Worthington Whittredge y John Frederick Kensett. En 1870, Gifford fue uno de los fundadores del Museo Metropolitano de Arte.
Después de Wyoming, en 1874 viajó por toda la Costa Oeste de los Estados Unidos, desde Alaska hasta California. Gifford murió de neumonía en un viaje al Lago Superior.